# Ivan Skilica
Ivan Skilica (Ivan Skilices) (grč. Ιωάννης Σκυλίτζης, lat. Ioannes Scylitzes) (Mala Azija, nakon 1045. – ?, prije 1125.), bizantski kroničar, pravnik i službenik na carskom dvoru u Konstantinopolu.

## Životopis
O njegovom životu zna se vrlo malo. Završio je pravo i imao uspješnu karijeru na carskom dvoru, gdje je napredovao do službe predstojnika carskoga suda (droungarios tēs viglēs). Godine 1091. napisao je spomenicu, upućenu bizantskom caru Aleksiju I. Komnenu (1081. – 1118.), o pitanjama bračnog prava. Godine 1092. unaprijeđen je na dužnost kouropalatesa, visokog dvorskog službenika.

## Djelo
Skilica je napisao Pregled povijesti (Σύνοψις Ἱστοριῶν), ljetopis koji opisuje djela bizantskih careva od 811. do 1057. godine, tj. od Nikefora I. do Mihajla VI. Ljetopis je jedno od najvažnijih djela za povijest 11. stoljeća. Ujedno, tim djelom se nastavio na Teofanov Vremenopis, pa mu služi kao dopuna.
Skilica donosi nekoliko vijesti o Hrvatima. Prema Kratkoj povijest, Hrvati su se nakon Samuilovog poraza potčinili s dvojicom svojih arhonta caru Baziliju II. Historiografija smatra da su dotična dva arhonta Krešimir III. i Gojslav. Donosi podatke o stanovitom Sermonu koji vlada Srijemom. Konačno, kao suvremenik govori o ulozi južne grane Hrvata u ustanku Bugara (i Makedonaca koje ondašnji izvori zovu tim imenom) 1073. godine, pod vodstvom Jurja (Georgija) Vojteha. Radilo se o Hrvatima iz Duklje, te iz oblasti Travunje i Zahumlja, (nekoć Crvena Hrvatska). Češki povjesničar Konstantin Jireček (1854. – 1918.) je u djelu Istorija Srba zlonamjerno prešutio dva navoda u kojima Skilica govori o Hrvatima u tim krajevima, štoviše zamijenio je riječ "Hrvati" riječju "Srbi". Rečeni navodi koje je Jireček prešutio i zamijenio, a govore o Hrvatima, iz Skiličina su djela Pregled povijesti: 
- "Bugarske starješine zamole Mihajla, tadašnjega vladara onih, koji se zovu Hrvati, a koji je stolovao u Kotoru i Prapratnici, i koji je imao ne malo zemlje pod sobom, da im pomogne i da s njima zajedno radi te da im dadne svoga sina kojega će oni proglasiti carem Bugarske". (Napomena: Dukljanski kralj Mihailo iz dinastije Vojislavljevići je "bugarskim starješinama" zaista poslao svog sina Bodina i dukljansku vojsku u kojoj su, osim Dukljana, bili i Hrvati, koje je predvodio Bodinov doglavnik Petrilo);.[4][5]
- "uhvatiše pak onoga, koji je iza Petrila zapovijedao Hrvatima i odvedu ga okovana caru (u Bizant)"